# Viikate
Viikate (dt. Sense) ist eine finnische Heavy-Metal-Band aus Kouvola. Die Band ist bekannt für ihre melancholischen Texte, die von finnischen Liebesfilmen der 1950er Jahre und finnischen Sängern dieser Zeit, darunter Reino Helismaa, inspiriert wurden. Ihr Stil wurde mehrfach als "Helismaa-Metal", "Wire Metal" und "Death Schlagers" beschrieben. Die Band begann mit Kaarle und Simeoni Viikate, die bis 2001, als Arvo und Ervo hinzukamen, die einzigen Mitglieder der Band blieben. Die bekanntesten Hits der Band sind Pohjoista viljaa (Northern Crops), Ei enkeleitä (No Angels) und Viina, Terva & Hauta (Booze, Tar & The Grave).

## Geschichte
Gegründet wurde sie 1996 durch Kaarle und Simeoni Viikate, die jahrelang als Duo spielten. 2001 kamen Ervo und Arvo als Session-Mitglieder zur Band. Seit 2005 sind beide fixe Bestandteile des Line-ups.
Viikate singt in finnischer Sprache. Die Texte, die meist eher melancholischer Natur sind, wurden durch finnische Liebesfilme der 1950er Jahre und auch die Musiker dieser Zeit wie Reino Helismaa inspiriert. Die Musik enthält oft Folk-Einflüsse mit rockigem Einschlag.

## Diskografie

### Studioalben
| Jahr | Titel Musiklabel                             | Höchstplatzierung, Gesamtwochen, AuszeichnungChartsChartplatzierungen (Jahr, Titel, Musiklabel, Platzierungen, Wochen, Auszeichnungen, Anmerkungen) | Anmerkungen                             |
| Jahr | Titel Musiklabel                             | FI | Anmerkungen                             |
| ---- | -------------------------------------------- | --- | --------------------------------------- |
| 2002 | Kaajärven rannat Ranka Recordings            | FI6 (5 Wo.)FI | Erstveröffentlichung: 10. Februar 2002  |
| 2003 | Surut pois ja kukka rintaan Ranka Recordings | FI6 (4 Wo.)FI | Erstveröffentlichung: 1. September 2003 |
| 2005 | Unholan Urut Ranka Recordings                | FI3 (9 Wo.)FI | Erstveröffentlichung: 20. April 2005    |
| 2007 | Marraskuun lauluja I Ranka Recordings        | FI1 Gold · (9 Wo.)FI |                                         |
| 2007 | Marraskuun lauluja II Ranka Recordings       | FI5 (7 Wo.)FI |                                         |
| 2009 | Kuu kaakon yllä Ranka Recordings             | FI1 (27 Wo.)FI | Erstveröffentlichung: 2. September 2009 |
| 2011 | Kuutamo, kaiho ja katkeruus Ranka Recordings | FI5 (16 Wo.)FI | Erstveröffentlichung: 4. Mai 2011       |
| 2012 | Petäjäveräjät Ranka Recordings               | FI1 (19 Wo.)FI | Erstveröffentlichung: 28. März 2012     |
| 2013 | Kymijoen lautturit Ranka Recordings          | FI1 (14 Wo.)FI | Erstveröffentlichung: 6. September 2013 |
| 2014 | Panosvyö Ranka Recordings                    | FI1 (9 Wo.)FI | Erstveröffentlichung: 2. Mai 2014       |
| 2016 | XII – Kouvostomolli Ranka Recordings         | FI1 (10 Wo.)FI | Erstveröffentlichung: 26. Januar 2016   |
| 2020 | Rillumarei! Spinefarm                        | FI2 (8 Wo.)FI | Erstveröffentlichung: 2. Oktober 2020   |
| 2023 | Askel Universal Music                        | FI2 (3 Wo.)FI | Erstveröffentlichung: 29. März 2023     |

Weitere Alben
- 2000: Noutajan valssi (Ranka Recordings)
- 2001: Vuoden synkin juhla (Ranka Recordings)

### Kompilationen
| Jahr | Titel Musiklabel                                      | Höchstplatzierung, Gesamtwochen, AuszeichnungChartsChartplatzierungen (Jahr, Titel, Musiklabel, Platzierungen, Wochen, Auszeichnungen, Anmerkungen) | Anmerkungen |
| Jahr | Titel Musiklabel                                      | FI | Anmerkungen |
| ---- | ----------------------------------------------------- | --- | --- |
| 2004 | Kuutamourakat Ranka Recordings                        | FI16 (3 Wo.)FI | Erstveröffentlichung: 22. September 2004 enthält alle EPs, die bei Longplay Music veröffentlicht wurden und die Singles Odotus, Piinaava hiljaisuus und Iltatähden rusko |
| 2006 | Parrun pätkiä Ranka Recordings                        | FI11 (3 Wo.)FI | 22. Februar 2006 enthält alle EPs, die bei Ranka Recordings veröffentlicht wurden                                                                                        |
| 2008 | Marraskuun singlet Ranka Recordings                   | FI7 (3 Wo.)FI | Erstveröffentlichung: 11. Juni 2008 |
| 2017 | Katkerimmat 2011–2017 Ranka Recordings                | FI4 (4 Wo.)FI | Erstveröffentlichung: 8. September 2017 |
| 2017 | Kuutamourakat: Riippumattomat pienjulkaisut 1998–2003 | FI6 (1 Wo.)FI | Erstveröffentlichung: 21. Dezember 2017 |
| 2019 | Parrun pätkiä – Ranka-Ep:t 2000–2004 Ranka Recordings | FI11 (3 Wo.)FI | Erstveröffentlichung: 22. Februar 2019 |

### EPs
| Jahr | Titel Musiklabel                  | Höchstplatzierung, Gesamtwochen, AuszeichnungChartsChartplatzierungen (Jahr, Titel, Musiklabel, Platzierungen, Wochen, Auszeichnungen, Anmerkungen) | Anmerkungen |
| Jahr | Titel Musiklabel                  | FI | Anmerkungen |
| ---- | --------------------------------- | --- | ----------- |
| 2009 | Kesävainaja Ranka Recordings      | FI1 (3 Wo.)FI |             |
| 2010 | Linna espanjassa Ranka Recordings | FI1 (4 Wo.)FI |             |

Weitere EPs
- 1998: Vaiennut soitto (Longplay Music)
- 1999: Roudasta Rospuuttoon (Longplay Music)
- 2000: Alakulotettuja tunnelmia (Ranka Recordings)
- 2001: Valkea ja kuulas (Ranka Recordings)
- 2002: Kevyesti keskellä päivää (Ranka Recordings)
- 2003: Iltatähden rusko (Ranka Recordings)
- 2004: Kuolleen miehen kupletti (Ranka Recordings)

### Singles
| Jahr | Titel Album                                          | Höchstplatzierung, Gesamtwochen, AuszeichnungChartsChartplatzierungen (Jahr, Titel, Album, Platzierungen, Wochen, Auszeichnungen, Anmerkungen) | Anmerkungen |
| Jahr | Titel Album                                          | FI | Anmerkungen |
| ---- | ---------------------------------------------------- | --- | ----------- |
| 2001 | Valkea ja kuulas –                                   | FI11 (2 Wo.)FI |             |
| 2002 | Kevyesti keskellä päivää                             | FI3 (7 Wo.)FI |             |
| 2002 | Ei ole ketään kelle soittaa Kaajärven rannat         | FI3 (9 Wo.)FI |             |
| 2002 | Nuori mies nimetön Kaajärven rannat                  | FI12 (4 Wo.)FI |             |
| 2003 | Kaunis kotkan käsi Surut pois ja kukka rintaan       | FI4 (5 Wo.)FI |             |
| 2003 | Leimu Surut pois ja kukka rintaan                    | FI7 (6 Wo.)FI |             |
| 2004 | Kuolleen miehen kupletti Surut pois ja kukka rintaan | FI2 (4 Wo.)FI |             |
| 2005 | Pohjoista viljaa Unholan urut                        | FI2 (10 Wo.)FI |             |
| 2005 | Tie Unholan urut                                     | FI1 (7 Wo.)FI |             |
| 2005 | Vesi jota pelkäät Unholan urut                       | FI2 (3 Wo.)FI |             |
| 2006 | Ah Ahtaita Aikoja Marraskuun lauluja I               | FI1 (5 Wo.)FI |             |
| 2007 | Ei enkeleitä Marraskuun lauluja I                    | FI2 (4 Wo.)FI |             |
| 2007 | Me olemme myöhäiset Marraskuun lauluja II            | FI2 (2 Wo.)FI |             |
| 2007 | Orret/Teuvo Marraskuun lauluja II                    | FI1 (5 Wo.)FI |             |
| 2009 | Viina, terva & hauta Kuu kaakon yllä                 | FI3 (1 Wo.)FI |             |
| 2010 | Hautajaissydän –                                     | FI2 (1 Wo.)FI |             |

Weitere Singles
- 1997: Piinaava hiljaisuus
- 2001: Odotus
- 2005: Maria Magdalena
- 2009: Kuu kaakon yllä
- 2012: Sysiässä

### Videoalben
- 2008: V-DVD
- 2010: V-DVD 2